# Whistle (bài hát của Blackpink)
"Whistle" (tiếng Hàn: 휘파람; Romaja: Hwi-param) là bài hát của nhóm nhạc nữ Hàn Quốc Blackpink, từ single Square One. Lời bài hát được viết bởi B.I, Teddy Park và Bekuh Boom, bài hát được sáng tác bởi Teddy Park và Bekuh Boom, và được hỗ trợ bổ sung bởi Future Bounce. 
Màn trình diễn ra mắt trên chương trình truyền hình của Blackpink được diễn ra tại Inkigayo của SBS vào ngày 14 tháng 8 năm 2016, nơi Blackpink trình diễn "Whistle" cùng với "Boombayah". Bài hát thành công về mặt thương mại, với "Whistle" đạt vị trí thứ nhất trên Gaon Digital Chart. 

## Background và phát hành
Single "Square One", "Boombayah" cùng với "Whistle", được phát hành vào lúc 8 p.m (KST) vào ngày 8 tháng 8 năm 2016, thông qua các trang nhạc kỹ thuật số của Hàn Quốc và trên ITunes cho thị trường toàn cầu.

## MV
MV cho "Whistle" được đạo diễn bởi Beomjin J của VM Project Architecture, và được phát hành thông qua kênh YouTube chính thức của Blackpink vào ngày 8 tháng 8 năm 2016. Bài hát đạt gần 10 triệu người lượt xem trong 5 ngày. Choreography practice video cho "Whistle" được đăng tải vào ngày 8 tháng 8 năm 2016.

## Quảng bá
Blackpink bắt đầu xuất hiện trên chương trình âm nhạc của Hàn Quốc vào ngày 14 tháng 8 năm 2016, phát sóng của Inkigayo, đây cũng là nơi nhóm nhận chiếc cúp đầu tiên cho "Whistle", cũng như lần đầu trong sự nghiệp, và nhóm cũng trở thành nhóm nhạc nữ nhanh nhất đạt được thành tích này. 

## Thương mại
Tại Hàn Quốc, "Whistle" đứng nhất trên Gaon Digital Chart trên bảng xếp hạng phát hành ngày 7-13 tháng 8 năm 2016 với 150,747 lượt tải - đứng nhất trên Download Chart - và 4,302,547 lượt nghe.
Tại Mỹ, "Whistle" đạt vị trí thứ hai trên bảng xếp hạng Billboard World Digital Songs. Cả hai bài hát trong single "Square One" đạt 6,000 lượt tải, với "Boombayah" bán được nhiều hơn một ít. Trong tuần thứ hai trên bảng xếp hạng, "Whistle" đạt vị trí thứ ba cho tuần đó.

## Danh sách đĩa nhạc
| Digital download | Digital download             | Digital download     | Digital download               | Digital download    | Digital download |
| STT              | Nhan đề                      | Phổ lời              | Phổ nhạc                       | Arrangement         | Thời lượng       |
| ---------------- | ---------------------------- | -------------------- | ------------------------------ | ------------------- | ---------------- |
| 1.               | "Whistle" (휘파람 Hwiparam)  | B.I Teddy Bekuh Boom | Teddy Future Bounce Bekuh Boom | Teddy Future Bounce | 3:32             |
| 2.               | "Boombayah" (붐바야 Bumbaya) | Teddy Bekuh Boom     | Teddy Bekuh Boom               | Teddy               | 4:01             |
| Tổng thời lượng: | Tổng thời lượng:             | Tổng thời lượng:     | Tổng thời lượng:               | Tổng thời lượng:    | 7:33             |

## Bảng xếp hạng
| Bảng xếp hạng (2016-17)            | Vị trí xếp hạng cao nhất |
| ---------------------------------- | ------------------------ |
| Philippines (Philippine Hot 100)   | 95                       |
| Hàn Quốc (Gaon Digital Chart)      | 1                        |
| US World Digital Songs (Billboard) | 2                        |

## Giải thưởng

### Chương trình âm nhạc
| Chương trình       | Ngày                | Tham khảo |
| ------------------ | ------------------- | --------- |
| Inkigayo (SBS)     | 21 tháng 8 năm 2016 | [ 19 ]    |
| Inkigayo (SBS)     | 11 tháng 9 năm 2016 | [ 20 ]    |
| M Countdown (Mnet) | 8 tháng 9 năm 2016  | [ 21 ]    |